# Reichenbachia inepta
Reichenbachia inepta är en skalbaggsart som beskrevs av Thomas Casey 1894. Reichenbachia inepta ingår i släktet Reichenbachia och familjen kortvingar. Inga underarter finns listade i Catalogue of Life.